# Regius Professor of Physic (Cambridge)
Regius Professorship of Physic é uma das mais antigas cátedras na Universidade de Cambridge, fundada por Henrique VIII de Inglaterra em 1540. "Physic" é um antigo substantivo para medicina (e a raiz da palavra physician), não física.

## Regius Professors of Physic
- John Blyth (1540)
- John Hatcher (1554)
- Henry Walker (1555)
- Thomas Lorkin (1564)
- William Ward (1591)
- William Burton (1596)
- John Gostlin (1623)
- John Collins (1626)
- Ralph Winterton (1635)
- Francis Glisson (1636)
- Robert Brady (1677)
- Christopher Green (1700–1741)
- Russell Plumptre (1741–1793)
- Sir Isaac Pennington (1793–1817)
- John Haviland (1817)
- Henry Bond (1851)
- Sir George Paget (1872)
- Sir Clifford Allbutt (1892)
- Sir Humphry Rolleston, Bt (1925)
- Sir Walter Langdon-Brown (1932)
- John Ryle (1935–1943)
- Sir Lionel Whitby (1945–1956)
- J. S. Mitchell (1957)
- Sir John Butterfield (1975)
- Sir Keith Peters (1987)
- Sir Patrick Sissons (2005)
- Patrick Maxwell (2012)[1]